# Borja Lasso
Francisco Borja Lasso de la Vega Gayán (Sevilla, 1 de enero de 1994) es un exfutbolista español que jugaba como centrocampista. Actualmente forma parte de la dirección deportiva del Cádiz CF.

## Trayectoria
Se formó en las categorías inferiores del Sevilla F. C. En marzo de 2015 viajó con el primer equipo a Argentina para disputar un amistoso contra C. A. River Plate. No fue titular, pero sí tuvo la oportunidad de jugar en el Monumental tras entrar por José Antonio Reyes en el minuto 79. 
Ese mismo año se despidió del club, pero acabó optando por renovar por una temporada más para jugar en el Sevilla Atlético.
El 10 de enero de 2018 se hizo oficial su llegada como cedido al C. A. Osasuna hasta el 30 de junio. El equipo navarro se guardó una opción de compra obligatoria de dos millones de euros en caso de que lograse el ascenso a Primera División. En junio del mismo año volvió a la disciplina sevillista.
El 11 de enero de 2019 tanto Sevilla F. C. como C. D. Tenerife hicieron oficial su traspaso al conjunto insular. A finales de ese año sufrió una lesión en un partido ante la A. D. Alcorcón. A raíz de ello, el 14 de diciembre de 2021 anunció su retirada tras no lograr recuperarse después de haber pasado por tres operaciones.

## Clubes
| Club                   | País   | Año       | Partidos | Goles |
| ---------------------- | ------ | --------- | -------- | ----- |
| Sevilla Atlético       | España | 2012-2017 | 125      | 10    |
| Sevilla F. C.          | España | 2017-2019 | 7        | 0     |
| C. A. Osasuna (cesión) | España | 2018      | 19       | 2     |
| C. D. Tenerife         | España | 2019-2021 | 36       | 4     |